# Hybrid
Das Substantiv Hybrid (Neutrum: „das Hybrid“) und das Adjektiv hybrid beziehen sich auf etwas Gebündeltes, Gekreuztes oder Vermischtes. Diese griechischstämmigen Begriffe (abgeleitet von ὕβρις hýbris ‚Übermut, Anmaßung‘) haben über das Lateinische (hybrida ‚Bastard, Mischling, Frevelkind‘) ihren Weg unter anderem in die englische und deutsche Sprache gefunden.
Jüngeren etymologischen Studien zufolge sind die weitläufig mit dem Begriff der Hybridität verbundenen negativen Konnotationen des alt- und neugriechischen Wortstamms ὕβρις nicht den homerischen Epen entlehnbar, sondern erfuhren ihren Bedeutungswandel erst später in der sprachlichen Entwicklung des Altgriechischen: stattdessen legt die dortige Verwendung des Wortes eine wertneutrale Bedeutung im Sinn von „Kraft“ nahe.

## Verwendung

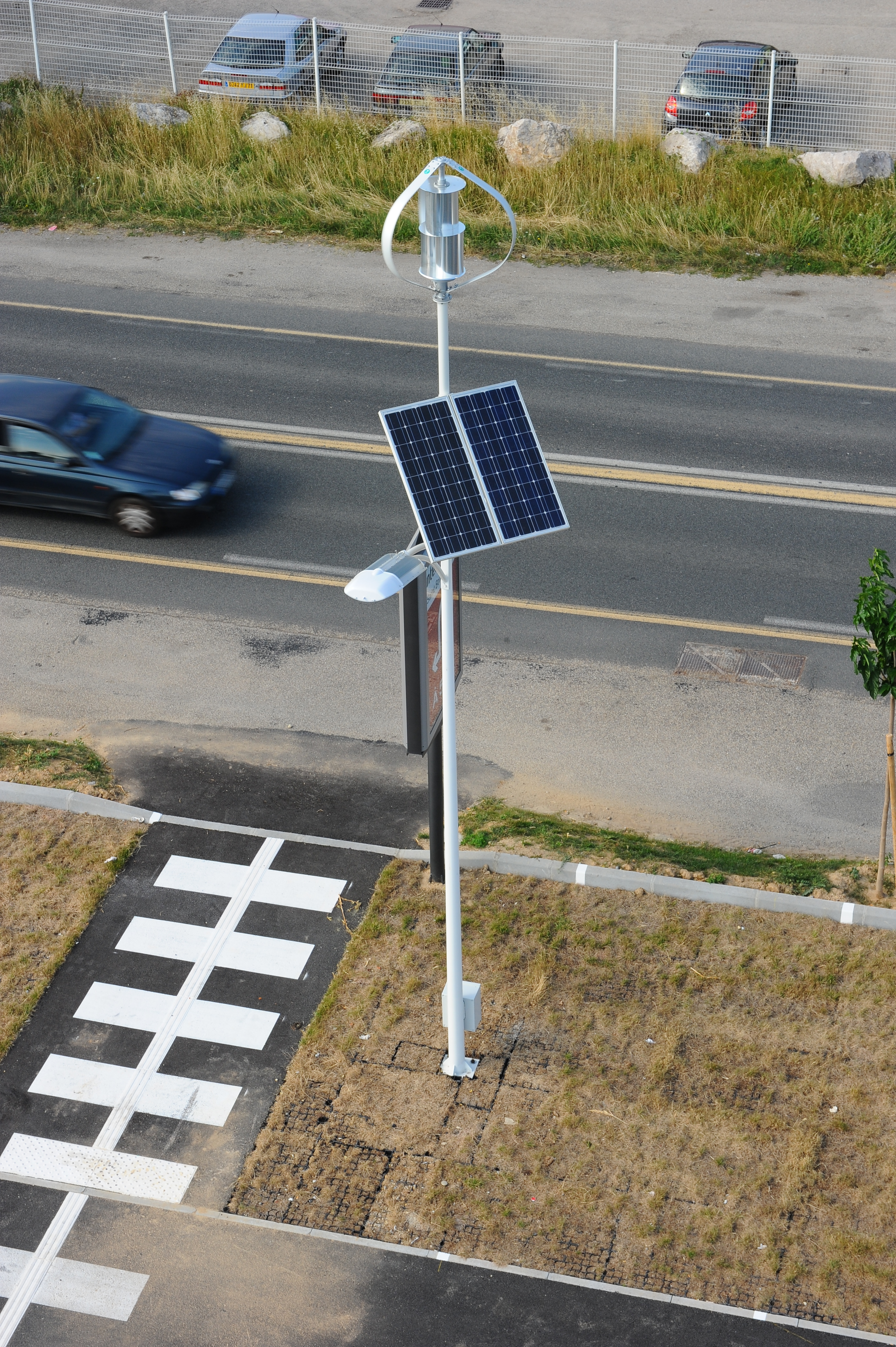
Energiegewinnung für eine Straßenlaterne aus Wind- und Sonnenenergie

### Technik
Allgemein versteht man in der Technik unter Hybrid ein System, bei welchem zwei Technologien miteinander kombiniert werden.
Die vorangestellte Bezeichnung Hybrid- betont ein aus unterschiedlichen Arten oder Prozessen zusammengesetztes Ganzes. Die Besonderheit liegt darin, dass die zusammengebrachten Elemente für sich schon Lösungen darstellen, durch das Zusammenbringen aber neue erwünschte Eigenschaften entstehen können.
Auch wenn das Zusammenbringen verschiedener Subsysteme geradezu ein Prinzip von Systemen ist, meiden Systeme eher solche Hybrid-Lösungen. Denn das Hybridartige bedeutet, dass Doppel- oder Mehrfachlösungen für die gleiche Funktion eingesetzt werden, die einen jeweils unterschiedlichen inneren Aufbau besitzen.
Systeme sichern ihr Fortbestehen jedoch eher aus 1. der Mehrfachverwendung gleicher Teile für die gleiche Funktion (Redundanz) oder 2. das Zusammenfügen unterschiedlicher Subsysteme zu unterschiedlichen Zwecken.

#### Strukturbauteile
In Kraftfahrzeugen werden Stoßfänger aus einer Kombination von Kunststoff (glasfaserverstärktes Polyamid) und Metallen (Stahl oder Aluminium) hergestellt. Die Hybridbauweise ermöglicht einerseits die rationelle Fertigung komplexer hochbelastbarer geometrischer Strukturen, andererseits eine Gewichtsersparnis, im Fall von Stoßfängern ein besseres Fahrverhalten durch optimierte Gewichtsverteilung des Fahrzeugs. Die unterschiedlichen Werkstoffe werden beispielsweise durch Hybridfügen, der Kombination mehrerer Fügeverfahren (Beispiel: Punktschweißkleben) gefügt.

#### Antriebe und Motoren
Hybride Antriebssysteme bestehen aus einer Kombination von mindestens zwei verschiedenen und getrennten Energiespeicher- und Antriebssystemen.
- Antike Kriegsschiffe mit Ruderern und Segeln, sogenannte Galeeren, waren vor gut 3000 Jahren wohl die ersten Hybridfahrzeuge.
- Dampfschiffe mit Segeln (Kohle/Holz auf Wasserrad/Schiffsschraube und Wind auf Segel) haben ebenfalls Hybridantrieb.
- Ab etwa 1960 gibt es Faltboote mit Hilfssegel.
- Es kamen Fahrräder mit Hilfsmotor auf. Bei Motorfahrrädern (Mofa) ist der Muskelkraft-Pedalantrieb kaum mehr praktikabel.
- Beim Elektrofahrrad gibt es je nach staatlicher Gesetzgebung das Phänomen des Weglassens der Pedale.
- Ein Hybridelektrokraftfahrzeug ist ein Kraftfahrzeug mit zwei redundanten Speicher- und Antriebssystemen, von denen ein Antrieb auf einen Elektromotor wirkt. Sehr verbreitet ist die fälschlich Hybrid genannte Variante aus Kombination von zwei Speichersystemen, mit Diesel, Benzin oder Flüssiggas als Hauptenergiequelle (mit Verbrennungsmotor und elektrischem Generator zur Energieumwandlung) und einem Stromspeicher in Form eines Akkumulators oder Doppelschicht-Kondensators. Beide Speichersysteme wirken auf nur ein Antriebssystem, einem Elektromotor. Echte Hybridelektrofahrzeuge besitzen die Kombination aus einem auf ein Differenzialgetriebe wirkenden Verbrennungsmotor, und einem auf Radnaben-Elektromotoren wirkenden Stromerzeuger (z. B. Brennstoffzelle) und/oder Akkumulator.
  - Je nach Systemstruktur können Hybridantriebe in serielle Hybridantriebe, parallele Hybridantriebe sowie leistungsverzweigte Hybridantriebe (gemischthybride Antriebe) eingeteilt werden. Die Einteilung von Hybridfahrzeugen kann aber auch nach ihrem Hybridisierungsgrad erfolgen: Micro-Hybrid, Mild-Hybrid, Full-Hybrid und Plug-in-Hybrid.[3]
  - Die in Europa verkauften Hybridautos verfügen in der Regel über einen Benzin- und einen Elektromotor. Studien zufolge haben Hybridfahrzeuge in Deutschland seit dem Abgasskandal zusätzlich an Bedeutung gewonnen.[4][5] Dies bestätigt nicht zuletzt die gestiegene Nachfrage privater Autokäufer und Firmenkunden nach Hybridautos führender Hersteller wie Toyota (Stand: Januar 2018).[6]

- Hybridraketenmotoren stellen eine Mischung aus Feststoff- und Flüssigkeitsantrieb dar.
- CODOG-Antriebe stellen eine Mischform im Antrieb von Schiffen dar.

#### Elektronik und Computer
- In der Automatisierungstechnik versteht man unter „hybriden Systemen“ Systeme, die kontinuierliche und diskrete Zustände aufweisen.
- Hybridelektronik oder hybride Schaltung bezeichnet elektrische Schaltungen, die sowohl Analogtechnik als auch Digitaltechnik in einem Baustein verwenden.
- Entsprechend handelt es sich bei Hybridrechnern um Computer, die analoge und digitale Komponenten besitzen.
- Hybride Mikroprozessoren
- Bei der Hybridfestplatte oder Hybrid Harddisk (HHD) wird ein herkömmliches Festplattenlaufwerk mit einem Flashspeicher kombiniert.
- In der Hochfrequenztechnik wird der Begriff „Hybrid“ als Kurzform für einen 90°- oder einen 180°-Hybridkoppler benutzt.
- In der Kommunikationstechnik wird Hybrid als Kurzform für Telefonhybrid (Anschaltgerät) benutzt.
- In der Hochspannungstechnik beschreibt man hybride Schaltanlagen als solche, die für Freileitungsanwendungen und Kabelsysteme konzipiert sind. Bei einer Hybridleitung werden verschiedene Strom-Arten zusammen mit anderen Medien als Freileitung auf einem gemeinsamen Mastgestänge oder in einem gemeinsamen Kabel geführt.
- Hybridnetz, ein Netz aus Lichtwellenleitern und Kupferkoaxialleitungen (u. a. in Dänemark)
- CDs mit verschiedenen Dateisystemen: Hybrid-CD
- Hybrid-DVDs (oder CDs) mit verschiedenen Medieninhalten
- Hybrid Fiber Coax: leitungsgebundene Übertragung von analogen und digitalen Signalen großer Bandbreite
- Hybrid-SLI / Hybrid-Crossfire, wobei die GPU im Chipsatz hinzugeschaltet wird, um SLI/Crossfire möglich zu machen.

#### Software
- Mit Hybridsoftware wird Software bezeichnet, die auf verschiedenen Betriebssystemen läuft (z. B. ein Spiel, das auf Windows und Macintosh läuft, dessen Daten aber auf derselben CD/DVD gespeichert sind) oder die aus miteinander kombinierten Offline- und Online-Komponenten bestehen (z. B. Euromobil).
- Mit Hybrid-App (als deutsche Kurzform für Applikation) wird eine technische Anwendungssoftware für mobile Endgeräte wie Smartphones oder Tablets und deren Betriebssysteme bezeichnet, die auf verschiedenen mobilen Betriebssystemen lauffähig ist.
- Unter Hybrid-Sortierverfahren versteht man Algorithmen, die nicht nur auf eine Art und Weise funktionieren, sondern parallel oder nacheinander, mit unterschiedlichen Algorithmen arbeiten, die die zu sortierenden Elemente, unterschiedlich bewerten. Zwei Beispiele dafür sind die Hybrid-Sortierverfahren Shellsort und Timsort.
- Hybridverschlüsselungsverfahren kombinieren verschiedene Verschlüsselungstechnologien.
- Unter hybriden Objekten versteht man in der virtuellen Realität Objekte, die teils aus realen, teils aus virtuellen Komponenten bestehen.

#### Sonstiges

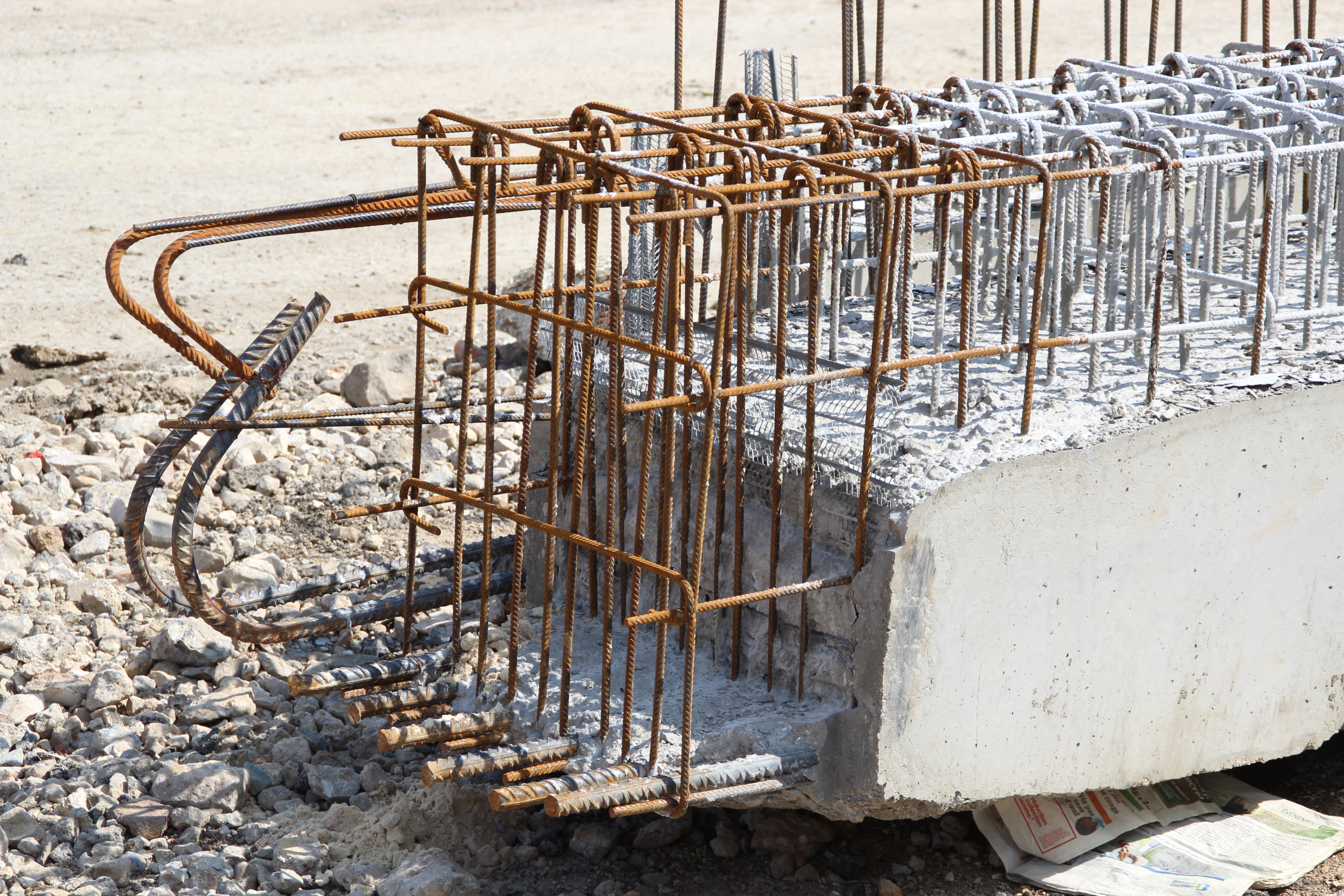
Stahlbeton ist ein Hybrid im Bauwesen.

- Armbanduhren, die sowohl eine analoge als auch eine digitale Zeitanzeige haben, werden als Hybriduhren bezeichnet.
- Im Bauwesen werden Verbundsysteme und Verbundbaustoffe als Hybride bezeichnet.
  - Beispiel: Stahlbeton, Verbundwerkstoff aus Beton und Stahl.
- Metall-Kunststoff-Verbundsysteme sind Hybridbauteile die mithilfe von Umspritz- und Montagetechnik aus Metall und Kunststoff gefertigt werden.[7]
  - Anwendungsbereiche: Automobilindustrie, Kommunikation, Elektronik- und Elektrotechnik, Zahntechnik
- In der Architektur ist ein Hybrid eine Mischung aus verschiedenen Formen, Funktionen und Abläufen.
- Hybridplayer: Ein Gerät, das aus einem Plattenspieler und einem CD-Player besteht. In der Regel werden Hybridplayer von Disc-Jockeys beim Zusammenmixen von Musik verwendet.
- im Maschinenbau von Spritzgießmaschinen werden als hybride Maschinen solche Maschinen bezeichnet, die z. B. elektrische Antriebe für das Spritzgießaggregat (Spritzeinheit) verwenden und hydraulische Antriebe für die Schließenfunktion (Schließeinheit)
- Hybrid-Piano
- Hybrid-Kamera: Panasonic Lumix DMC-TZ7
- Hybrid-Set-Top-Box: Digitalreceiver, die neben dem DVB-Empfang (Digital Video Broadcasting) auch Internet-Inhalte in einem Fernseher darstellen können, werden als Hybrid-Set-Top-Box bezeichnet. Der Hybrid-Receiver NanoXX OMEGA HD+ beinhaltet zusätzlich auch einen Mediaplayer zum Abspielen von verschiedensten Video-Dateiformaten (u. a. auch im Containerformat Matroska) und vereint weitere Zusatzdienste in einem einzigen „Beistellgerät“, wie die Set-Top-Box auch bezeichnet wird.
- In der Gebäudebeheizung steht Hybrid-Heizung für ein System, das mehrere Energiequellen kombiniert (z. B. Heizöl, Sonne und Holz)
- Die hybridica ist eine internationale Fachmesse zur Entwicklung und Herstellung hybrider Bauteile.
- Als Hybridbrief bezeichnet die Deutsche Post eine Nachricht, die mangels eines elektronischen Briefkastens des Dienstes beim Empfänger, als E-Postbriefs gedruckt, kuvertiert und per Postbote zugestellt wird (siehe auch Hybridpost).
- Im Straßenbau bezeichnen Hybridbauweisen das Neben- oder Übereinander von Asphalt- und Betonkonstruktionen.
- Zwittermünzen sind hybride Münzen.
- In der Solartechnik ist ein Hybrid ein Photovoltaisch-thermischer Sonnenkollektor, auch PVT-Anlage, für Photo Voltaik Thermie. Ein Hybridmodul kombiniert die Erzeugung von Strom (Photovoltaik) und Wärme (Solarthermie).

### Naturwissenschaften

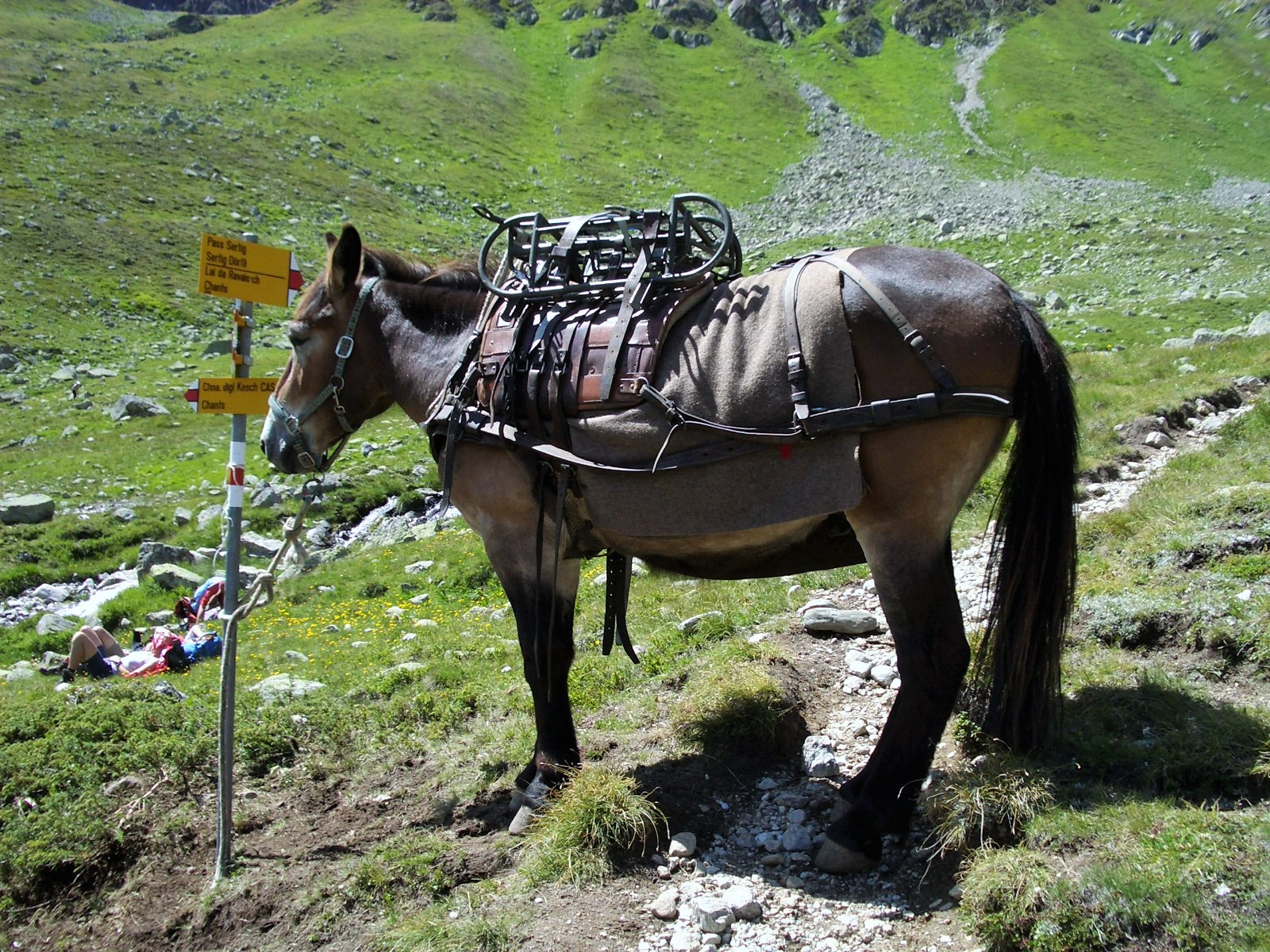
Ein Maultier ist ein Hybrid in der Zoologie.

- In der Botanik und in der Zoologie bezeichnet man als Hybrid (maskulin) oder besser Hybride (feminin) ein Lebewesen, das durch Kreuzung von Eltern verschiedener Zuchtlinien, Rassen oder Arten hervorgegangen ist (auch Bastard). Diese Hybride weisen keine stabile Generationenfolge bei der Fortpflanzung auf. So sind zum Beispiel Maultiere oder Liger untereinander nicht fortpflanzungsfähig.
- Pflanzliche Hybride wie z. B. bestimmtes Hochertragssaatgut ergeben bei der Wiederaussaat als Feldfrüchte wieder die Elternpflanzen und müssen daher ständig neu gekreuzt werden.
- In der Molekularbiologie bezeichnet man als Hybrid einen Vorgang, bei dem sich an einem Einzelstrang einer Desoxyribonukleinsäure oder Ribonukleinsäure ein komplementärer Einzelstrang als Hybridisierung anlagert – siehe dazu Hybridisierung (Molekularbiologie).
- In der Chemie und der Atomphysik werden Linearkombinationen von Atomorbitalen Hybridorbitale genannt.

### Andere Wissenschaften

Die Europäische Union gilt als hybrides Politiksystem.

In der Politikwissenschaft spricht man von hybriden Systemen – Mischsystemen. So ist beispielsweise die EU weder eine internationale Organisation wie zum Beispiel die UNO, noch eine Föderation wie die USA – sie ist hinsichtlich der Souveränität ihrer Mitgliedstaaten eine Mischung aus beidem. Bei einem Hybridkrieg handelt es sich um eine flexible Mischform der offen und verdeckt zur Anwendung gebrachten regulären und irregulären, symmetrischen und asymmetrischen, militärischen und nicht-militärischen Konfliktmittel.
- In der Kommunikationswissenschaft wird von Hybridisierung gesprochen, wenn sich mehrere Genres zu einem Neuen zusammenfügen. So gilt z. B. die Genrefamilie Reality-TV als Hybridgenre (Bsp: soap opera + documentary = Doku-Soap; gameshow + documentary = „reality gameshows“).
- In der Kartografie bezeichnet man mit der Hybrid-Darstellung eine Ansicht, in der Straßen- und Ortsnamen in eine Luftbildaufnahme eingezeichnet sind.
- In der Sprachwissenschaft bezeichnet hybrid bei Fremdwörtern die Zusammensetzung aus verschiedenen Sprachen, z. B. Lokalanästhesie (v. lat.: locus = Ort + griech.: ἄν- = nicht + αἴσθησις = Gefühl).
- In der Pädagogik bezeichnet Hybrid-Unterricht die Kombination von herkömmlichem Präsenz-Unterricht mit Formen des, meist digitalen, Distanz-Unterrichts.
- Unter „hybriden Produkten“ oder „hybriden Geschäftsmodellen“ versteht man in der Betriebswirtschaftslehre Leistungsangebote, die sowohl eine (technische) Sach- als auch eine Dienstleistungskomponente umfassen.[8]
- In der Mathematik bezeichnet man ein Zahlensystem, welches sowohl Eigenschaften eines Additions- als auch eines Stellenwertsystems hat, als „Hybridsystem“.
- In der Medizin bezeichnet man mit Hybrid-OPs kombinierte Operationssäle, die sowohl für aufwendige Diagnostik wie MRT oder CT als auch für offene Verfahren genutzt werden können.

### Wirtschaft
- Eine Hybridanleihe hat für den Anleger einerseits Vorteile durch einen Zinsaufschlag gegenüber konventionellen Anleihen, andererseits muss er ein höheres Risiko tragen, da diese Anleihen im Insolvenzfall des Unternehmens nachrangig abgewickelt werden.
- Hybridkapital: Kapitalinstrumente, die sich weder eindeutig als Eigenkapital noch als Fremdkapital einordnen lassen, weil sie zum Beispiel Verluste tragen, andererseits aber auch kündbar sein können.[9] In einem Kommentar zur Entscheidung der EU-Kommission zu der Frage der Haftung bei den deutschen Landesbanken schreibt Bernd Ziesemer im Handelsblatt: „Die Idee "eigenkapitalähnlicher" Bilanzwerte (vulgo Hybridkapital) gehört zu den neueren Erfindungen der Finanzwirtschaft.“[10] Als Finanzmarkttitel können sie die Eigenschaften unterschiedlicher Wertpapiertypen vereinigen, z. B.: Anleihen, die mit einem Versicherungsvertrag kombiniert sind.
- „Hybrides Käuferverhalten“ nennt man im Marketing, wenn Käufer keine festen Bindungen an Marken oder Geschäfte zeigen, sondern auch zwischen Kategorien von Angeboten wechseln. Beispiel: Ein Aldi-Käufer kann somit auch bei Armani seine Jacke kaufen. Oder ein Pärchen verbringt den 300-Euro-Billigurlaub in der Türkei und einige Wochen später ein Wellnesswochenende für 400 Euro im 5-Sterne-Hotel im Schwarzwald.
- „Hybride Strategie“ nennt man in der Wirtschaftsstrategie den Ansatz, sowohl Preis-/Kostenführerschaft als auch Differenzierung gleichzeitig erreichen zu wollen. Nach Porters U-Kurve ist nur entweder oder möglich. Dazwischen lassen sich kaum mehr Erträge erwirtschaften. Das Internet, die Globalisierung erlaubt inzwischen die Ansprache einer großen Kundenmenge, so dass Kostenführerschaft möglich wird. Daneben erlauben es moderne Internetseiten, Produkte digital zu konfigurieren, also zu individualisieren, was einer Differenzierung gleichkommt. Letztlich sind beide Ansätze verbunden zu einer sog. hybriden Strategie.
- „Hybrides Arbeiten“ nennt man die Ausübung eines Berufes zum Teil im Büro eines Arbeitgebers zum anderen Teil im Häuslichen Arbeitszimmer (Home Office). Insbesondere durch die COVID-19-Pandemie üben viele Arbeitnehmer Bürotätigkeiten zu Hause aus. Um trotzdem den Verbund der Mitarbeiter zu gewährleisten, wird in vielen Betrieben über hybrides Arbeiten nachgedacht. Die fortschreitende Digitalisierung von Bürotätigkeiten macht Arbeit im Home Office und hybrides Arbeiten möglich.

### Sport und Kultur
- Im Golfsport ist ein „Hybrid“ (oder Rescue) ein Schläger, der die Schlaglänge eines Holzes mit der Spielbarkeit eines Eisens zu verbinden versucht.
- Im Tennis ist ein Hybrid eine Bespannung, bei der für die Längssaite eine andere Saite verwendet wird als für die Quersaite.
- Das Festival Ars Electronica stand 2005 unter dem Motto „Hybrid – living in paradox“ und widmete sich den rasanten Prozessen von Entgrenzung und Verschmelzung in Kunst, Technologie und Gesellschaft.
- Hybrid Theory ist ein Album der Band Linkin Park.
- Hybrid (Band) sind zwei britische Musikproduzenten, die elektronische Rhythmen mit klassisch-symphonischen Elementen wie Streicherarrangements kombinieren.

### Interdisziplinär
- Die Hybrid Plattform (Eigenschreibweise ohne Bindestrich) ist ein gemeinsames Projekt der Universität der Künste Berlin und der TU Berlin, das seit 2011 dem disziplinenübergreifenden Austausch zwischen Kunst, Wissenschaft und Technik dient.[11][12]

### Hybride Kriegsführung
Hybridkrieg oder hybride Kriegsführung ist eine flexible Mischform der offen und verdeckt zur Anwendung gebrachten regulären und irregulären, symmetrischen und asymmetrischen, militärischen und nicht-militärischen Konfliktmittel.